# Myriam Cottias
Myriam Cottias, née en 1960,  à Bordeaux, est une historienne française, directrice de recherche au CNRS au Centre de recherche sur les pouvoirs locaux dans la Caraïbe (CRPLC).
Elle est coordinatrice du programme de l'Agence Nationale de la Recherche "Réparations, compensations et indemnités au titre de l'esclavage (Europe-Amériques-Afrique) (XIXe-XXIe)" et ancienne présidente du Comité National pour la mémoire et l'histoire de l'esclavage - CNMHE (2013-2016).
Myriam Cottias est co-rédactrice en chef de la revue Esclavages & post~esclavages – Slaveries & Post~slaveries et directrice de la collection « Esclavages », Karthala/CIRESC. Elle est Présidente du comité scientifique du programme la Route de l’esclave de l'Unesco.

## Biographie
Née en 1960 à Bordeaux, issue d’une famille martiniquaise, Myriam Cottias a fait une thèse en anthropologie et démographie sur « la famille antillaise du XVIIe au XIXe siècles ».

## Publications
- avec Magali Bessone: Lexique des réparations de l’esclavage, Paris, Karthala, 2021,  (ISBN 978-2811129033).
- avec Madeleine Dobie  Relire Mayotte Capécia : Une femme des Antilles dans l’espace colonial français (1916–1955), Armand Colin, 2012,  (ISBN 978-2200277123).
- Les traites et les esclavages. Perspecives historiques et contemporaines, Karthala, 2010,  (ISBN 978-2811104221).
- Corps, la famille et l’état. Hommage à André Burguière, Pu Rennes, 2010,  (ISBN 978-2753511958).
- La question noire: Histoire d'une construction coloniale, Bayard, 2007
- Esclavage et dépendances serviles: Histoire comparée, Harmattan, 2006,  (ISBN 978-2296018877).
- Le Voyage et la mémoire, colporteurs de l'Oisans au XIXe siècle, Lyon, Presses universitaires de Lyon, 1984.